# حوزه انتخابیه ششم ایلینوی
حوزه انتخابیه ششم ایلینوی یک حوزه انتخابیه مجلس نمایندگان آمریکا است که در ایالت ایلینوی قرار دارد.